# Endacusta eurimbula
Endacusta eurimbula is een rechtvleugelig insect uit de familie krekels (Gryllidae). De wetenschappelijke naam van deze soort is voor het eerst geldig gepubliceerd in 1983 door Daniel Otte en Richard D. Alexander.
De soort komt voor in de kuststreek van Queensland ten noorden van Bundaberg.